# Grobla (Poznań)

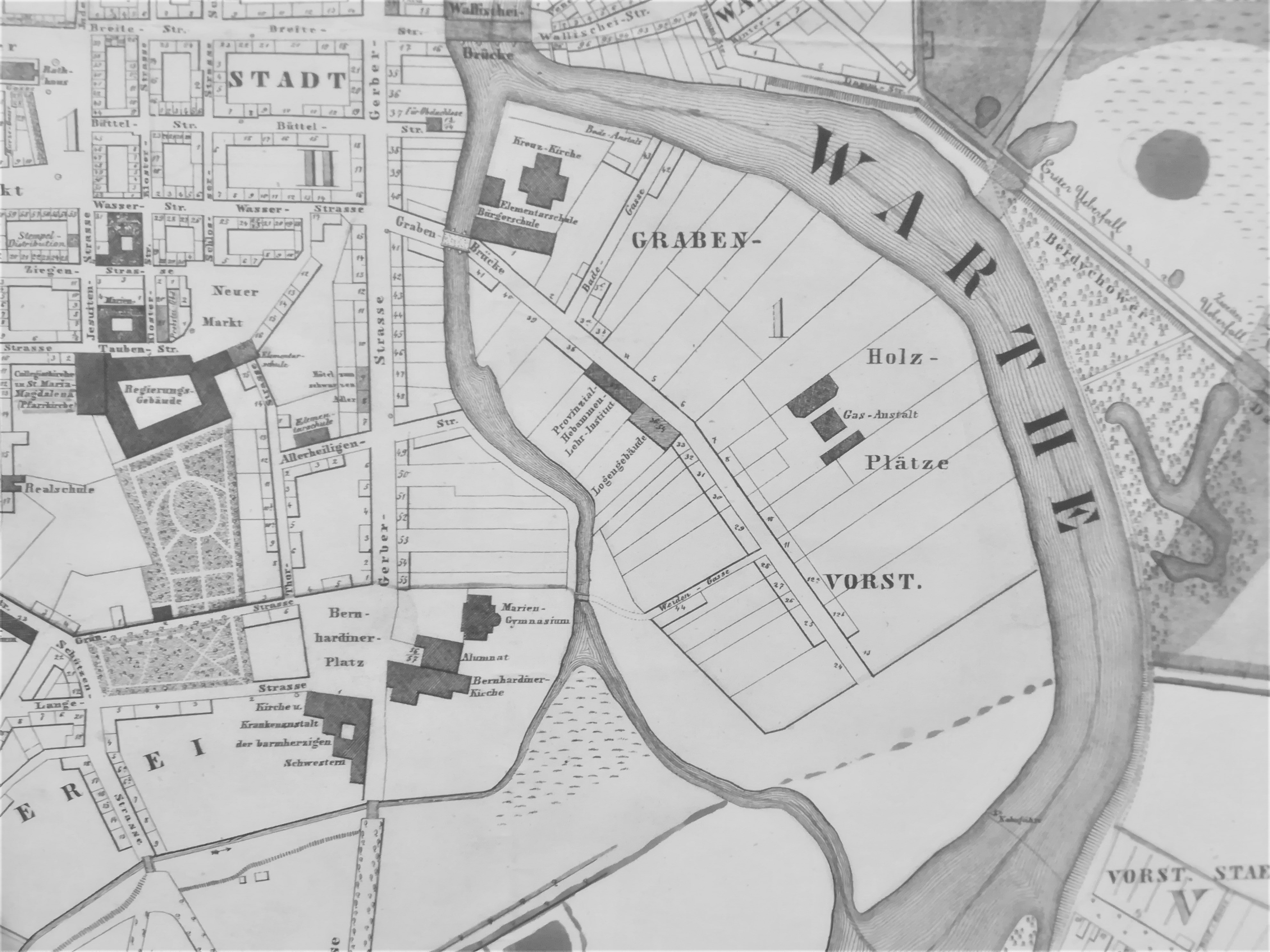
Grobla na mapie z 1856

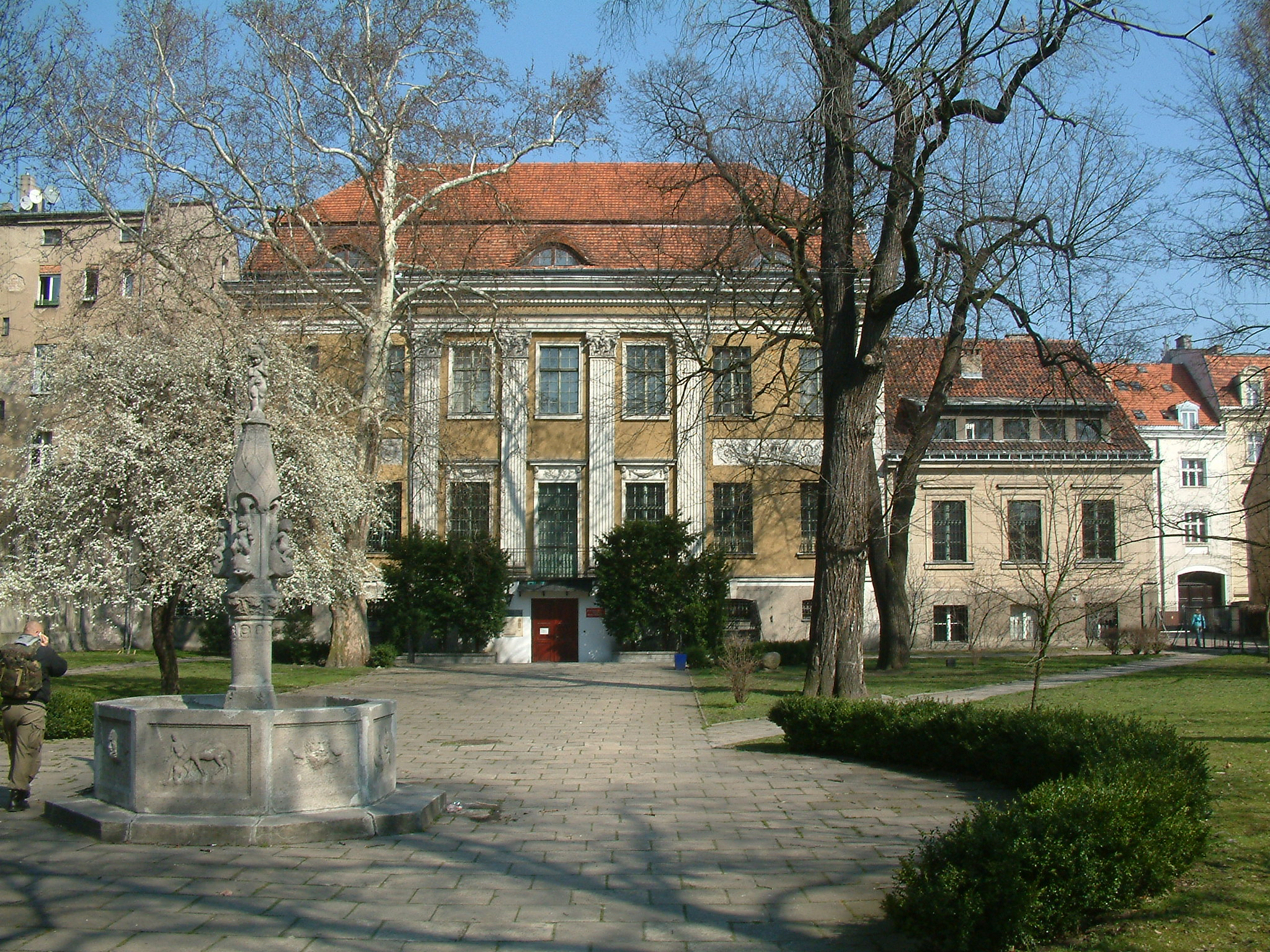
Muzeum Etnograficzne w Poznaniu

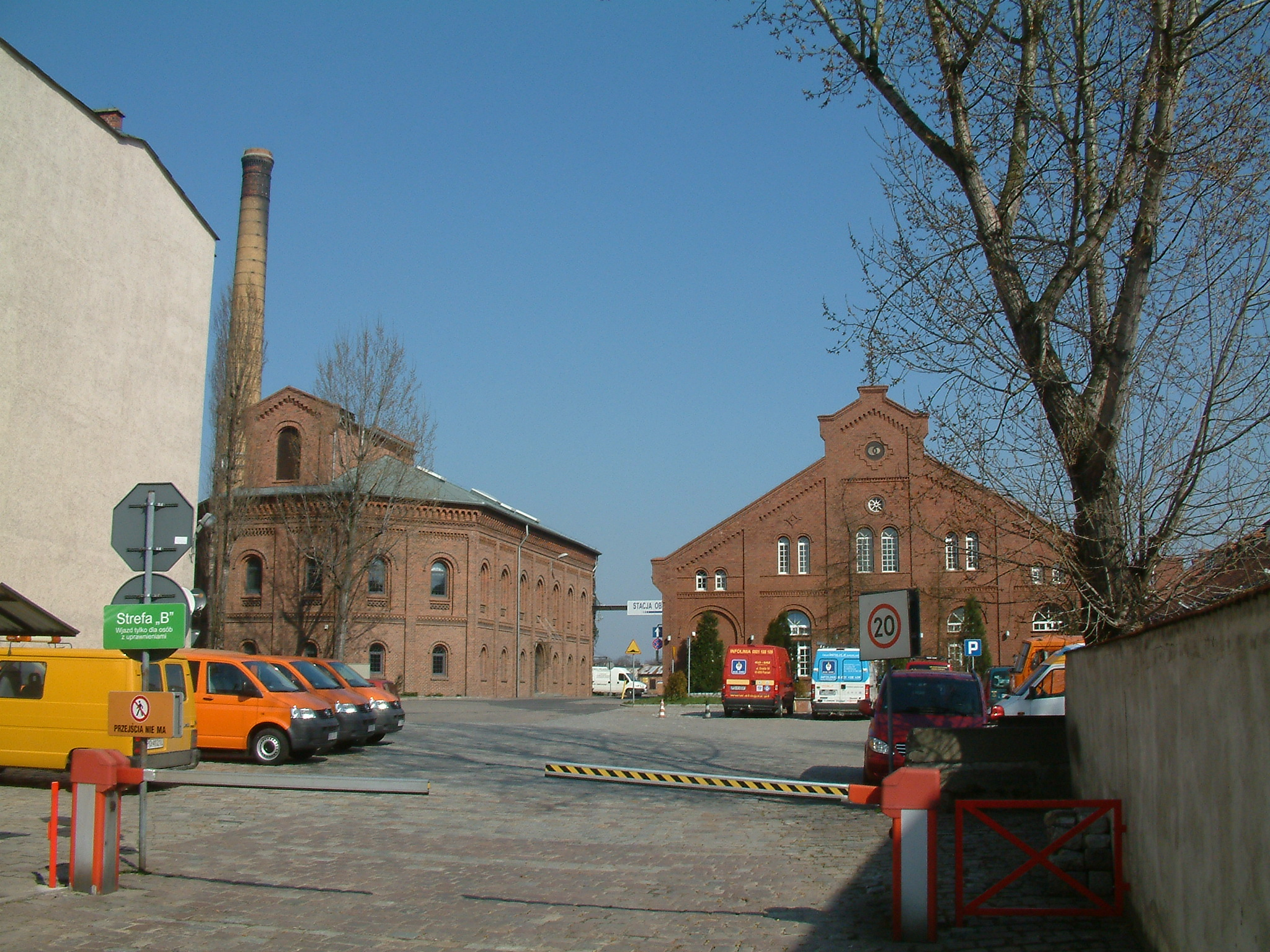
Stara Gazownia

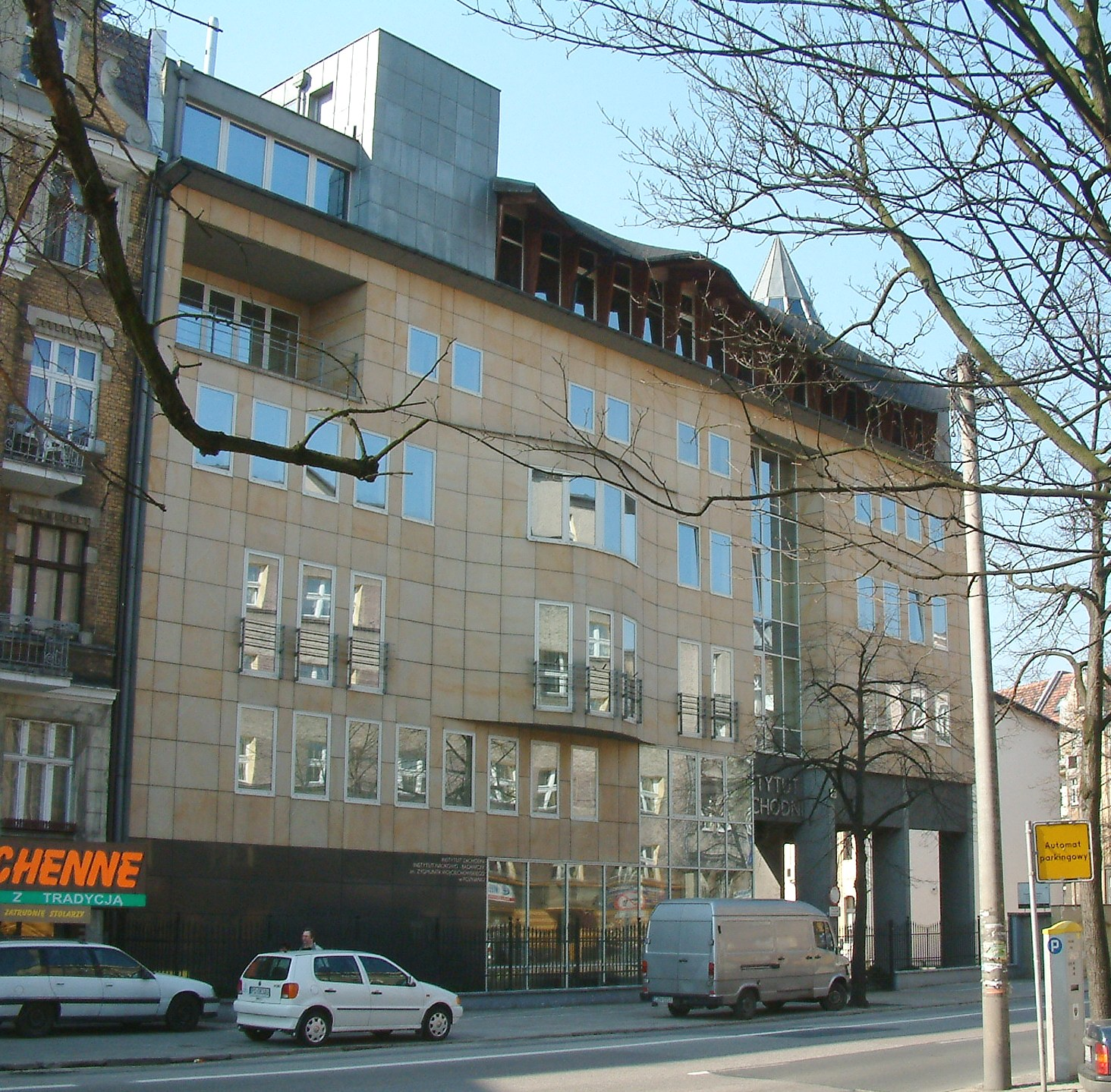
Instytut Zachodni

Grobla – część Poznania, położona w centrum miasta, pomiędzy Chwaliszewem na północy, Garbarami na zachodzie i częściowo Piaskami na południowym zachodzie. Znajduje się ok. 500 m na południowy wschód od Starego Rynku, w obrębie Osiedla Stare Miasto.

## Historia
Osada Nowa Grobla powstała jako konkurencja dla kapitulnego Chwaliszewa, które konkurowało z ulokowanym w 1253 na nowym miejscu Poznaniem. Początkowo było tu tylko pastwisko pomiędzy dwoma odnogami Warty (ówczesnym głównym nurtem, a tzw. Starą Rzeką), przez które usypano w 1447 groblę dla ułatwienia przejazdu. Spowodowało to obniżenie poziomu wód i stopniowe wysuszenie terenu. Grobla skonstruowana była z gliny, piasku oraz faszyny, a brzegi umacniano drewnianymi palami. Pełniła rolę przede wszystkim komunikacyjną, łącząc lewobrzeżny Poznań (od Bramy Wodnej) z prawym brzegiem Warty w okolicy obecnego Mostu Św. Rocha. Nową Groblę założono z inicjatywy rajców poznańskich. W 1447 król Kazimierz IV Jagiellończyk potwierdził prawa miejskie tej osady. W 1460 istniał już most łączący miasteczko z Bramą Wodną. XV wiek był okresem intensywnego rozwoju ekonomicznego Grobli.
Na tzw. planie saskim (1734) obszar wyspy podzielony jest już na działki, co wskazuje na ekonomiczną eksploatację tego terenu w połowie XVIII wieku (musiało już wtedy nastąpić osuszenie gruntów). W tym czasie wyspę nazywano już Nową Groblą.
Następny ważny okres dla tej części miasta nastąpił w XIX i początkach XX wieku. Wtedy to, w wyniku postępujące industrializacji, powstawały na Grobli liczne zakłady przemysłowe, fabryki i okazałe kamienice.
W domu przy ul. Grobla 14 mieszkał, wraz z matką (Anną Kazmierczak) i babcią (Apolonią z domu Bilewicz), Ludwig Kazmierczak – dziadek Angeli Merkel ze strony ojca. Potem rodzina przeprowadziła się na Piekary.
Pod numerem 11, w latach 1928-1930 mieściła się siedziba komitetu Okręgu Poznańskiego Polskiej Partii Socjalistycznej-Lewicy, co upamiętniała tablica pamiątkowa odsłonięta 29 kwietnia 1983.
Podczas okupacji hitlerowskiej, w domu przy ul. Mostowej 15, mieścił się zakonspirowany punkt kontaktowy komendy poznańskiego okręgu Armii Krajowej. Tutaj, jesienią 1943 odbywały się rozmowy pomiędzy AK a PPR. Informuje o tym stosowna tablica na budynku.

## Architektura
Na tym terenie znajduje się wiele siedzib instytucji i budynków, w tym m.in.:
- Stara Gazownia z 1856 (brytyjski architekt John Moore),
- Muzeum Etnograficzne, dawna Loża Masońska z 1817 (architekt Christian Wernicke),
- Muzeum Bambrów Poznańskich (2003),
- Kościół Wszystkich Świętych z lat 1777–1783 (architekt Antoni Höhne),
- Fabryka Józefa Zeylanda,
- Instytut Zachodni,
- pałacyk Paetzów oraz fabryki Pecowin i Likwowin z 1928 i 1930, według projektu Stefana Sawickiego,
- kamienica przy ul. Mostowej 24 – zastosowano tutaj unikalne na terenie Poznania instrumentarium symboliczne autorstwa Jana Raczyborskiego, w zakresie wystroju sztukatorskiego[5],
- zabytkowe budynki pod nr 22,
- dawny dom starców,
- Konsulat Ukrainy,
- apartamentowiec Wstęga Warty,
- szkoła przy ul. Cegielskiego 1,
- skwer Ignacego Łukasiewicza,
- pomnik Zygi Latarnika,
- pomnikowa Ławeczka Ignacego Łukasiewicza.

## Komunikacja
Południowym skrajem Grobli przebiega trasa tramwajowa – linie 5, 13, 16 – przystanek Most św. Rocha.